# Phellinus aureobrunneus
Phellinus aureobrunneus är en svampart som beskrevs av J.E. Wright & Blumenf. 1984. Phellinus aureobrunneus ingår i släktet Phellinus och familjen Hymenochaetaceae.   Inga underarter finns listade i Catalogue of Life.